# Jonas Smulders
Jonas Smulders (Amsterdam, 15 januari 1994) is een Nederlandse acteur. Op zijn zestiende maakte Smulders zijn acteerdebuut, in 2015 won hij een Gouden Kalf voor zijn rol in de korte tv-film Geen koningen in ons bloed in het kader van One Night Stand. Hij heeft verschillende tv-series en films achter zijn naam staan. Zo was hij een van de Shooting stars op het filmfestival van Berlijn in 2018. In 2021 speelde hij in de eerste Nederlandse Netflixfilm Forever Rich.

## Filmografie

### Film
- 2025 - Pinksterprins
- 2024 - Ferry 2
- 2024 - Invasie
- 2023 - Luka
- 2021 - Forever Rich
- 2020 - De Oost
- 2020 - Paradise Drifters
- 2020 - Drama Girl
- 2018 - Niemand in de stad
- 2017 - Silk Road
- 2017 - Broers
- 2015 - Geen koningen in ons bloed
- 2016 - Brasserie Valentijn
- 2015 - Een goed leven
- 2015 - Ventoux
- 2014 - Jongens
- 2014 - Ketamine
- 2013 - Het Diner

### Televisie
- 2020 - Doodstil
- 2019 - De TV Kantine
- 2017-2020 - Hollands Hoop
- 2017-2022 - Zenith
- 2015 - 4JIM
- 2015 - A'dam - E.V.A.
- 2015 - Noord Zuid
- 2014-2015 - Familie Kruys
- 2014 - Flikken Maastricht
- 2013 - Penoza
- 2011 - Hoe overleef ik

- Gemeinsame Normdatei: 1070870374
- International Standard Name Identifier: 0000 0004 9316 6308
- Virtual International Authority File: 315954843
- WorldCat: E39PBJfcRkRrhTHKKTqvKMdYT3